# Bronisław Przygodziński
Bronisław Franciszek Przygodziński (ur. 3 października 1898 w Inowrocławiu, zm. 13 kwietnia 1940 w Katyniu) – kapitan artylerii Wojska Polskiego, kawaler Krzyża Walecznych, ofiara zbrodni katyńskiej.

## Życiorys
Syn Jana i Stanisławy ze Słowińskich. Student Uniwersytetu Poznańskiego. Absolwent Uniwersytetu Poznańskiego. Uczestnik I wojny światowej w armii cesarstwa niemieckiego. W Wojsku Polskim od 1919. Ukończył Szkołę Podchorążych Rezerwy Artylerii i z dniem 1 września 1921 został mianowany podporucznikiem artylerii ze starszeństwem z dniem 1 czerwca 1919, służył wówczas w 14 dywizjonie artylerii ciężkiej. W 1922 był oficerem 7 pułku artylerii ciężkiej. W 1923 był w stopniu porucznika ze starszeństwem z dniem 1 lipca 1920 i 2 lokatą. W 1924 był poza wojskiem i jako były oficer zawodowy w stopniu porucznika należał do rezerwy 7 pac. W 1934 podlegał pod PKU Poznań Miasto. Awansował do stopnia kapitana ze starszeństwem z dniem 19 marca 1939, był wówczas oficerem rezerwy 17 pułku artylerii lekkiej.
Po agresji ZSRR na Polskę 17 września 1939 dostał się do niewoli sowieckiej. Według stanu z kwietnia 1940 był jeńcem obozu w Kozielsku. 11 kwietnia 1940 przekazany do dyspozycji naczelnika smoleńskiego obwodu NKWD – lista wywózkowa 025/1 poz 9, nr akt 2200 z 9.04.1940. Został zamordowany 13 kwietnia 1940 przez NKWD w lesie katyńskim. Zidentyfikowany podczas ekshumacji prowadzonej przez Niemców w 1943, wpis w księdze czynności pod datą 28.04.1943. Figuruje liście AM-183-664. Przy szczątkach w mundurze znaleziono trzy pocztówki z nadawcą E. Przygodzińska, trzy listy i fotografię.
Stefan Frąckowiak, wójt gminy Kuślin, jeniec Kozielska, wspominał o nim w liście do rodziny.
W Archiwum Robla znajduje się: kalendarzyk znaleziony przy zwłokach kapitana Józefa Trepiaka, w którym Przygodziński został wymieniony pod datą 11 kwietnia 1940 jako jeden z oficerów wywiezionych tego dnia z obozu (pakiet 0867-06).
Znajduje się na liście ofiar opublikowanej w Gońcu Krakowskim nr 97 Nowym Kurierze Warszawskim nr 110 i Gazecie Lwowskiej

## Życie prywatne
Przemysłowiec, zamieszkały w Poznaniu przy ul. Półwiejskiej 19. Żonaty. Prowadził firmę rymarsko-siodlarską - Zakłady Przemysłowe Bronisław Przygodziński i Ska w Poznaniu przy Al. Marszałka Piłsudskiego oraz był współwłaścicielem wraz z Wacławem Scheitzem hurtowni tekstylno-gumowej Ha Te Ge, spółki jawnej. Ha Te Ge rozpoczęła działalność 15 lutego 1931.

## Upamiętnienie
5 października 2007 minister obrony narodowej Aleksander Szczygło mianował go pośmiertnie na stopień majora. Awans został ogłoszony 9 listopada 2007, w Warszawie, w trakcie uroczystości „Katyń Pamiętamy – Uczcijmy Pamięć Bohaterów”.
Dąb Pamięci zasadzony przez Szkołę Podstawową nr 11 im Stefana Batorego w Inowrocławiu, certyfikat nr 1494/1771/WE/2009.

## Ordery i Odznaczenia
- Krzyż Walecznych[6][19]
- Krzyż Kampanii Wrześniowej – pośmiertnie 1 stycznia 1986[20]

4 kwietnia 1938 Komitet Krzyża i Medalu Niepodległości odrzucił wniosek o nadanie mu tego odznaczenia.